# Mytheon
Mytheon — безкоштовна комп'ютерна гра в жанрі MMORPG, розроблена компанією Petroglyph Games. Для того, щоб пограти в гру не треба було платити за її скачування або за створення облікового запису, гравці могли завантажувати і грати в неї безкоштовно. Фінансова підтримка гри здійснювалася за рахунок надходження мікротранзацій, перераховуючи які гравці могли отримувати додаткові можливості.
Реліз відбувся 3 березня 2011 року. Через 6 місяців після початку функціонування ігрових серверів, UTV True Games оголосила про їх закриття 27 липня 2011 року